# Daklak FC
El Daklak FC (en vietnamita: Câu lạc bộ Bóng đá Đắk Lắk) es un equipo de fútbol de Vietnam que juega en la Segunda Liga Nacional de Vietnam, la tercera categoría nacional.

## Historia
Fue fundado en el año 1975 en la ciudad de Buôn Ma Thuột en la provincia de Đắk Lắk, siendo participante en la V-League en los años 1990.
En 2014 regresa al nivel profesional como equipo de la V-League 2, donde permaneció por ocho temporadas hasta su descenso en 2022.

## Palmarés
- Second League: 1

2002